# Tatiána Goúsin
Tatiána Goúsin (in greco Τατιάνα Γκούσιν?; Orhei, 26 gennaio 1994) è un'altista greca.

## Palmarès
| Anno | Manifestazione                | Sede         | Evento        | Risultato | Prestazione | Note |
| ---- | ----------------------------- | ------------ | ------------- | --------- | ----------- | ---- |
| 2012 | Mondiali allievi              | Barcellona   | Salto in alto | 15ª (q)   | 1,79 m      |      |
| 2012 | Campionati balcanici          | Eskişehir    | Salto in alto | Bronzo    | 1,84 m      |      |
| 2013 | Europei juniores              | Rieti        | Salto in alto | 5ª        | 1,81 m      |      |
| 2013 | Campionati balcanici juniores | Denizli      | Salto in alto | Oro       | 1,78 m      |      |
| 2014 | Campionati balcanici          | Pitești      | Salto in alto | 5ª        | 1,79 m      |      |
| 2015 | Europei under 23              | Tallinn      | Salto in alto | 16ª (q)   | 1,79 m      |      |
| 2017 | Campionati balcanici          | Novi Pazar   | Salto in alto | Oro       | 1,91 m      |      |
| 2017 | Mondiali                      | Londra       | Salto in alto | 26ª (q)   | 1,85 m      |      |
| 2018 | Campionati balcanici          | Stara Zagora | Salto in alto | 6ª        | 1,80 m      |      |
| 2019 | Europei indoor                | Glasgow      | Salto in alto | 23ª (q)   | 1,85 m      |      |
| 2022 | Giochi del Mediterraneo       | Orano        | Salto in alto | Argento   | 1,90 m      |      |
| 2022 | Mondiali                      | Eugene       | Salto in alto | 13ª (q)   | 1,90 m      |      |
| 2022 | Europei                       | Monaco       | Salto in alto | 9ª        | 1,87 m      |      |
| 2023 | Mondiali                      | Budapest     | Salto in alto | 17ª (q)   | 1,89 m      |      |
| 2024 | Mondiali indoor               | Glasgow      | Salto in alto | 7ª        | 1,88 m      |      |
| 2024 | Europei                       | Roma         | Salto in alto | 14ª (q)   | 1,89 m      |      |
| 2024 | Giochi olimpici               | Parigi       | Salto in alto | 9ª        | 1,86 m      |      |
| 2025 | Europei indoor                | Apeldoorn    | Salto in alto | 11ª (q)   | 1,85 m      | =    |

## Altre competizioni internazionali
2015
- Bronzo agli Europei a squadre ( Candia), salto in alto - 1,85 m